# Хорєпископ
Хорієпископ — ранг християнського духовенства нижче єпископа. Назва «хорієпископ» походить від грецького χωρεπίσκοπος і означає «сільський єпископ».

## Історія
Хорієпископи вперше згадуються Євсевієм як існуючі в ІІ столітті. На початку, здається, хорієпископи виконували регулярні єпископські функції у своїх сільських округах, але з кінця третього століття вони підпорядковувалися міським або митрополичим єпископам. Анкірському соборі (314 р.) спеціально заборонив їм висвячувати дияконів або священиків. Сардикійський собор (343 р.) постановив, що жоден хорієпископ не повинен бути освячений там, де вистачить священика, і тому хорієпископ у Ромейській церкві поступово зник.
Перші згадки про хорієпископів у західній церкві відносяться до V або VI століття, де вони були згадані переважно в Німеччині (особливо в Баварії) і на франкських землях. У Західній церкві вони розглядалися як єпископи-помічники і діяли як архідиякони або генеральні вікарії. На Заході вони поступово зникли як посадові особи до ХІІ століття і були замінені архідияконами для управління підрозділами єпархії.
У князівстві Кахетія в середньовічній Грузії титул хорієпископа (k'orepiskoposi або k'orikozi) став світським і його носили кілька князів цієї провінції з початку ІХ століття до ХІ століття.

## Сучасна практика
Деякі східно-католицькі та східно-православні церкви досі мають хорієпископів.
Церкви сирійської традиції — а саме Сирійська православна церква, Ассирійська церква Сходу, Сирійська католицька церква, Маронітська церква, Халдейська католицька церква, Сиро-маланкарська католицька церква, Яковитська сирійська християнська церква та Маланкарська православна сирійська церква — також зберігає дану посаду, називаючи її корепіскопа або курепіскопа. У цих церквах хорієпископ одягається майже так само, як єпископ, і часто служить його представником на різних літургійних подіях, щоб додати урочистості.
У Маронітській церкві хорієпископ є найвищим з трьох мідійських посад, що стоїть вище посадархідиякона і періодевта. Подібно до єпископа, хорієпископ висвячується і має право на всі ризи, властиві єпископу, включаючи митру (шапку) і хрест (посох). Синод Гірського Лівану (1736 р.) обмежував лише юрисдикцію хорієпископа, дозволяючи йому висвячувати менші чини (кантор, читач і субдиаконат), але не великі чини дияконату, священства чи єпископства. Рукописна традиція Сирійської маронітської церкви демонструє, що той самий текст використовується для накладання руки як для єпископів, так і для хорієпископів. Назва висвячення на хорієпископа, власне, звучить так: «Хіротонія, якою звершуються хорієпископи, митрополити та вищі чини священства». Роль протосинкела (генерального вікарія) часто виконує хорієпископ.
У деяких православних церквах «хорієпископ» є альтернативною назвою для єпископа-помічника. 